# Mycomya canoak
Mycomya canoak är en tvåvingeart som beskrevs av Vaisanen 1984. Mycomya canoak ingår i släktet Mycomya och familjen svampmyggor.
Artens utbredningsområde är Arizona. Inga underarter finns listade i Catalogue of Life.